# 汗 (頭銜)
汗是一個起源於歐亞大陸中部或東部草原之遊牧部落的歷史頭銜，指的是酋長或統治者。“汗”是鮮卑統領於283-289年的頭銜，取代了匈奴的單于。他們估計是突厥人，在蒙古民族未廣泛擴張時，已被阿史那氏採用。此头衔后来在欧亚大草原广泛传播，如保加尔人的早期首领阿斯巴鲁赫就被称为“汗·阿斯巴鲁赫”。
与“汗”有关的头衔是“可汗”，有“大汗”、“诸汗之汗”的意思，由柔然汗国最早使用，在6世紀中葉被伊朗人使用「Kagan」稱呼突厥部落的首領。Dybo（2007）根据 Benveniste（1966）的观点，认为 Khagan 的最终词源来自中古伊朗语 *hva-kama-“自治者，皇帝”。Savelyev 和 Jeong（2020）指出，Khagan 及其对应的女性词 Khatun 的词源都可能源自东伊朗语言，特别是源自“早期萨卡语 *hvatuñ，参见经证实的粟特语单词 xwt'w 'ruler' (< *hva-tāvya-) 和 xwt'yn '统治者的妻子 ' (< *hva-tāvyani)”。历史上在一些国家“汗”与“可汗”同时存在并有区别，例如蒙古成吉思汗在世时仅称汗，逝世之后才被尊为“可汗”（qa'an），后世亦尊蒙古帝国首要的领袖为“可汗”（通稱蒙古大汗），例如蒙哥汗和窝阔台汗；而其他领袖仅为“汗”，例如察合台汗。此处的“汗”一詞約有“元首、首領、統治者”等意思，相当于国王。女真人也使用此詞稱呼君主，满语之中仅有“汗”和由汉语音译而来的“皇帝”称谓，而没有“可汗”。在后金建国时，清太祖努尔哈赤仅称「汗」，直到清太宗时期才改称皇帝。清代外札萨克的喀尔喀、杜尔伯特和旧土尔扈特部的蒙古王公包括五位汗，其爵位在亲王之上，又稱「汗王」。
現時，“汗（Khan）”作为一个姓氏，大多於南亞、中亞、東歐及土耳其的穆斯林之中使用。随着外来移民流入英国，它也是英国人中第12位最常见的姓氏之一。